# Hover-Track-540 (полугусеничный транспортёр)
Hover-Track-540 — вездеходный полугусеничный самосвальный транспортёр с системой мультилифта, предназначенный для перевозки грузов (в первую очередь сыпучих) на грунтах с низкой несущей способностью. Разработан и производится с 2008 года нидерландской компанией Veldhuizen.

## История создания
Нидерландская фирма Veldhuizen Wagenbouw, специализирующаяся на глубокой переделке стандартных грузовых автомобильных шасси в специализированные сельскохозяйственные и строительные автомобили (в том числе высокой проходимости, выпускаемые под маркой Hover-Track), начала работы по созданию полугусеничного грузового автомобиля высокой проходимости на базе полноприводного грузовика Iveco Trakker в 2005 году. Прорабатывались различные варианты ходовой части полугусеничного автомобиля и его комплектации, был создан ряд опытных образцов; параллельно велись также работы над колёсными полноприводными вариантами машины на широкопрофильных шинах низкого давления. В 2006 году на выставке TKD Construction Show 2006 в Амстердаме компания представила два прототипа полугусеничной машины, различавшиеся на 0,5 м длиной базы и оснащённые разным рабочим оборудованием.
Серийная модель полугусеничного транспортёра, получившая обозначение Hover-Track-540, была представлена фирмой вместе с двумя колёсными моделями семейства в 2008 году на выставке TKD Construction Show 2008, проходившей в нидерландском городе Барневелд. Машина с 2008 года состоит в мелкосерийном производстве и предназначена преимущественно для местного рынка, для ниши, в которой использование полугусеничного автомобиля на стандартных узлах и агрегатах более эффективно, чем использование обычных полноприводных колёсных грузовиков, и при близкой эффективности более экономично в эксплуатации и обслуживании, чем использование сочленённых самосвалов, тяжёлых тракторов или тракторных шасси и других специализированных машин. Стоимость одного Hover-Track-540 по состоянию на конец 2008 года составляла 191 600 €; поскольку это весьма высокая цена для многих потенциальных клиентов, машины также предлагались производителем для аренды.

## Описание конструкции
Hover-Track-540 — полугусеничный автомобиль-транспортёр высокой проходимости, созданный на базе узлов и агрегатов итальянского полноприводного автомобиля Iveco Trakker, имеющего колёсную формулу 6 × 6. Имеет переднемоторную, полноприводную вагонную компоновку с расположенным под кабиной двигателем. В конструкции машины использована стандартная кабина Iveco.

### Рабочее оборудование
Машина оснащена системой мультилифта и предназначается для перевозки и ускоренного оборота различных сменных модульных кузовов, в число которых входят самосвальный Весо Econoom 25 000 грузоподъёмностью 25 т, безбортная грузовая платформа, цистерна, бетономешалка и бункер-накопитель для мусора, а также стандартные грузовые контейнеры.

### Двигатель и трансмиссия
На машине устанавливаются рядный шестицилиндровый дизельный двигатель жидкостного охлаждения с турбонаддувом (с турбокомпрессором с изменяемой геометрией турбины) Iveco Cursor 13 объёмом 13 л и мощностью 540 л. с. (по другим данным — моделью мощностью 440 л. с.), а также механическая трансмиссия ZF с 16-ступенчатой коробкой переключения передач.

### Ходовая часть
Полугусеничная ходовая часть представляет собой стандартное шасси Iveco Trakker, в котором тележка заднего моста заменена на гусеничный движитель, а передний мост оснащён новыми широкопрофильными шинами производства Michelin, оснащёнными системой регулирования давления (на ранних опытных образцах — с внешним подводом воздуха, на серийных машинах — с внутренним).
Гусеничный движитель — Dura, состоящий из двух балансирно подвешенных тележек, каждая из которых включает в себя два небольших опорных катка с резиновыми бандажами и два сдвоенных ведущих колеса большого диаметра с пневматическими шинами, выполняющие также опорную функцию и оснащённые гидравлическим механизмом натяжения гусеницы. Гусеничная лента — резиновая и приводится в движение посредством фрикционного зацепления; для предотвращения соскальзывания ленты на её внутренней стороне расположен ряд гребней, проходящий между шинами ведущих колёс.
Подвеска переднего моста и балансирных тележек гусеничного движителя — на полуэллиптических листовых рессорах.
Ходовая часть позволяет машине преодолевать брод глубиной до 80 см.
Для быстрого передвижения машины по шоссе и сохранения ресурса её гусеничного движителя предназначена специально разработанная неприводная колёсная тележка, представляющая собой лёгкую двухосную платформу специальной конструкции с настилом, наклонённым вперёд и приспособленным для въезда на него. Перед переброской по шоссе грузовик заезжает гусеницами на платформу, которая фиксируется в таком положении в его носовой и хвостовой части; таким образом, полноприводной полугусеничный автомобиль за несколько минут можно превратить в колёсный переднеприводной с колёсной формулой 6 × 2 и наоборот — без необходимости переброски полугусеничного вездехода по шоссе на трейлере, снятия гусеничных тележек и замены их на колёса (операция, длящаяся несколько часов и требующая оборудованной площадки) или применения на автомобиле более сложной, дорогостоящей и тяжёлой колёсно-гусеничной ходовой части (следует отметить, что последний вариант также рассматривался: на автомобиле в опытном порядке испытывалось упрощённое устройство колёсно-гусеничного хода, состоявшее из одного подъёмного неприводного моста с колёсами малого диаметра, устанавливавшегося за гусеничными тележками).

## Оценка машины
Нидерландские специализированные издания «Auto- en Transportwereld и Truckstar», проводившие тест-драйв опытных образцов Hover-Track в 2006 году, и «Tuin en Park Techniek», корреспонденты которого непосредственно присутствовали при эксплуатации одной из двух первых серийных машин на лесозаготовке в 2008, высоко оценили автомобиль, отметив общую смелость и эффективность решения, хорошие ходовые характеристики машины, её низкое удельное давление на грунт и отличную проходимость на песке, влажном и болотистом грунте (в частности, отмечается, что на лесозаготовке на болотистой почве машина уверенно берёт груз и двигается там, где «намертво» застревают тяжёлые колёсные тракторы высокой проходимости с аналогично загруженными прицепами), а также высокую экономическую привлекательность для своей ниши.
Полугусеничная ходовая часть машины позволяет эффективно эксплуатировать её в условиях, непригодных для работы колёсных грузовых автомобилей, включая специализированные полноприводные, не лишая при этом возможности для нормального передвижения по асфальтовому или бетонному покрытию; при этом она, в отличие от гусеничного движителя, остаётся сравнительно дешёвой и не требует существенных переделок базового шасси. Кроме того, благодаря низкому удельному давлению на грунт полугусеничного движителя и применению в нём «тракторных» резиновых гусениц и колёс с шинами низкого давления способствует минимизации повреждения почвы, делая машину более привлекательной с экологической точки зрения, прежде всего — для сельского хозяйства.

### Сноски
1. ↑  Полугусеничные автомобили вскоре после Второй мировой войны практически полностью и повсеместно вышли из употребления и имеют устоявшуюся репутацию «тупиковой ветви» автомобилестроительной конструкторской мысли.

### Видео
- Iveco Hovertrack на YouTube
- hovertrack+oplegger на YouTube